# Oberlauf der Gabeltäler
Das Naturschutzgebiet Oberlauf der Gabeltäler liegt im Landkreis Hildburghausen in Thüringen. Es erstreckt sich zwischen Allzunah, einem Ortsteil von Frauenwald in der Stadt Ilmenau, und Neustadt am Rennsteig, einem Ortsteil der Landgemeinde Stadt Großbreitenbach, entlang der Gabel und ihrer Quellbäche. Am nordöstlichen Rand des Gebietes verläuft die Landesstraße L 1137.

## Bedeutung
Das 200,8 ha große Gebiet mit der NSG-Nr. 132 wurde im Jahr 1961 unter Naturschutz gestellt.